# Hqx
在圖像縮放技術中，hqx（「hq」代表「高畫質」、「x」代表放大倍率）是一種由Maxim Stepin開發的像素放大演算法，常應用於遊戲模擬器如：Nestopia、FCEUX、higan、Snes9x、ZSNES等。
常見hqx濾鏡有三種：hq2x、hq3x以及hq4x，分別以2、3、4的倍率放大。其他係數的濾鏡是由最近鄰插值放大來達成目的。

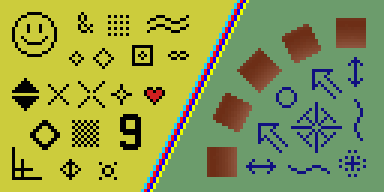
圖像放大3x→使用最近鄰插值演算

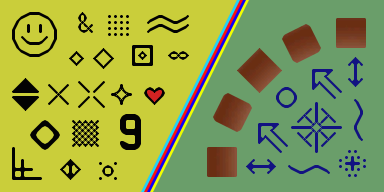
圖像放大3x→使用 hq3x 演算